# 쿼크 모형

그림 1: 유사스칼라 중간자 노넷. 원래 중간자 "팔중항"의 구성원은 녹색으로, 단일항은 자홍색으로 표시되어 있다. 이 중간자들은 이제 노넷으로 분류되지만, 팔정도라는 이름은 원래 분류 체계에서 중간자와 중입자에 대한 8개의 패턴에서 유래한다.

입자물리학에서 쿼크 모형(영어: Quark model)은 강입자의 원자가 쿼크—강입자의 양자수를 나타내는 쿼크와 반쿼크—에 기반한 분류 체계이다. 쿼크 모형은 1950년대부터 1960년대까지 발견되기 시작한 수많은 가벼운 강입자들을 체계화하는 데 성공한 분류 체계인 “맛깔 SU(3)”, 즉 팔정도의 기초를 이룬다. 이 모형은 1960년대 후반부터 실험적 검증을 받기 시작했으며, 현재까지 강입자에 대한 유효하고 효과적인 분류이다. 이 모형은 물리학자 머리 겔만과 조지 츠바이크가 독립적으로 제안했는데, 겔만은 간결한 논문에서 이들을 "쿼크"라고 불렀고, 츠바이크는 더 긴 원고에서 "에이스"라고 제안했다. 앙드레 페터만 또한 1963년부터 1965년까지 중심 아이디어에 대해 다루었지만, 정량적인 증거는 부족했다. 오늘날 이 모형은 표준 모형이라고 불리는 강한 상호작용과 전기·약 작용 입자 상호작용의 확립된 양자장론의 한 구성 요소로 흡수되었다.
강입자는 실제로 "기본적"이지 않으며, 강입자의 양자수를 나타내는 "원자가 쿼크"와 반쿼크의 묶인 상태로 간주될 수 있다. 이 양자수들은 강입자를 식별하는 표지이며, 두 가지 종류가 있다. 한 종류는 푸앵카레 대칭에서 나오는데, JPC는 각각 총 각운동량, P-대칭, C-대칭을 나타낸다.
다른 종류는 맛깔 양자수로, 아이소스핀, 기묘도, 맵시 등과 같다. 쿼크를 함께 묶는 강한 상호작용은 이러한 양자수에 둔감하므로, 이들의 변화는 같은 맛깔 다중항 내의 강입자들 사이에 체계적인 질량 및 결합 관계를 이끌어낸다.
모든 쿼크에는 중입자수 ⁠1/3⁠이 할당된다. 위, 맵시, 꼭대기 쿼크는 +⁠2/3⁠의 전하를 가지며, 아래, 기묘, 바닥 쿼크는 −⁠1/3⁠의 전하를 가진다. 반쿼크는 반대 양자수를 가진다. 쿼크는 스핀-⁠1/2⁠ 입자이므로 페르미온이다. 각 쿼크 또는 반쿼크는 겔만-니시지마 공식을 개별적으로 따르므로, 이들의 어떤 가법적 조합도 마찬가지이다.
중간자는 원자가 쿼크-반쿼크 쌍으로 구성되며 (따라서 중입자수는 0), 중입자는 세 개의 쿼크로 구성된다 (따라서 중입자수는 1). 이 문서는 위, 아래, 기묘 쿼크 맛깔(대략적인 맛깔 SU(3) 대칭을 형성함)에 대한 쿼크 모형을 논한다. 더 많은 수의 맛깔로의 일반화도 존재한다.

## 역사
새로운 실험 기술이 너무나 많은 강입자를 발견하여 그것들이 모두 기본 입자가 아닐 수 있다는 것이 명확해진 후, 강입자를 분류하는 체계를 개발하는 것이 시의적절한 문제가 되었다. 이러한 발견으로 볼프강 파울리는 "내가 그것을 예견했더라면, 나는 식물학을 했을 것이다"라고 외쳤고, 엔리코 페르미는 그의 학생 레온 레더만에게 "젊은이, 내가 이 입자들의 이름을 기억할 수 있었다면, 나는 식물학자였을 것이다"라고 조언했다. 이러한 새로운 체계는 루이스 앨버레즈를 포함한 실험 입자물리학자들에게 노벨 물리학상을 안겨주었는데, 앨버레즈는 이러한 발전의 최전선에 있었다. 따라서 더 적은 수의 구성 요소로 강입자를 구성하는 것은 현재의 "동물원"을 체계화할 수 있었다. 엔리코 페르미와 양전닝 (1949), 그리고 사카타 모형 (1956)과 같은 여러 초기 제안들은 중간자를 만족스럽게 다루었지만, 중입자에는 실패하여 모든 데이터를 설명할 수 없었다.
머리 겔만과 니시지마 가즈히코가 개발한 겔만-니시지마 공식은 겔만이 발명하고, 유발 네에만의 중요한 독립적인 기여와 함께 1961년에 팔정도 분류로 이어졌다. 강입자는 강한 상호작용 때문에 대략 같은 질량을 가진 SU(3) 표현 다중항, 즉 팔중항과 십중항으로 조직되었고, 강한 상호작용에 보이지 않는 맛깔 양자수와 관련된 더 작은 질량 차이가 있었다. 겔만-오쿠보 질량 공식은 SU(3)의 명시적 대칭 깨짐에 의해 제어되는 강입자 다중항 구성원들 사이의 이러한 작은 질량 차이의 정량화를 체계화했다.

Ω−
 중입자는 스핀-⁠3/2⁠ 바닥 상태 십중항의 구성원으로, 이 분류의 결정적인 예측이었다. 이 입자가 브룩헤이븐 국립연구소의 실험에서 발견된 후, 겔만은 1969년 팔정도에 대한 연구로 노벨 물리학상을 수상했다.
마침내 1964년, 겔만과 조지 츠바이크는 팔정도 그림이 무엇을 나타내는지 독립적으로 파악했다. 그들은 세 개의 기본 페르미온 구성 요소—위, 아래, 기묘 쿼크—를 가정했는데, 이들은 관측되지 않았으며, 자유 형태로 관측될 수 없을 수도 있다. 이 세 구성 요소와 그 반입자들의 간단한 쌍 또는 삼중 조합은 팔정도 분류를 경제적이고 단단한 구조로 우아하게 나타내며, 이는 더 큰 단순성을 가져왔다. 강입자의 질량 차이는 이제 구성 쿼크들의 다른 질량과 연결되었다.
이러한 쿼크의 예상치 못한 본성—그리고 물리적 실체—이 더 완전히 이해되기까지는 약 10년이 걸렸다. (쿼크 참조). 역설적으로, 이들은 결코 고립되어 관측될 수 없지만 (색가둠), 대신 항상 다른 쿼크와 결합하여 완전한 강입자를 형성하며, 이 강입자들이 갇힌 쿼크 자체에 대한 풍부한 간접 정보를 제공한다. 반대로, 쿼크는 강한 상호작용을 완전히 설명하는 기본 이론인 양자 색역학의 정의에 사용되며, 팔정도는 이제 가장 가벼운 세 쿼크의 맛깔 대칭 구조의 결과로 이해된다.

## 중간자

그림 2: 스핀 0의 유사스칼라 중간자는 노넷을 형성한다.

그림 3: 스핀 1의 벡터 중간자는 노넷을 형성한다.

팔정도 분류는 다음 사실에서 이름이 유래했다: 세 가지 맛깔의 쿼크를 취하면, 쿼크는 맛깔 SU(3)의 기본 표현, 3 (삼중항이라고 함)에 속한다. 반쿼크는 복소 켤레 표현 3에 속한다. 한 쌍으로 만들어진 아홉 개의 상태(노넷)는 자명 표현, 1 (단일항이라고 함)과 딸림 표현, 8 (팔중항이라고 함)으로 분해될 수 있다. 이 분해의 표기는 다음과 같다.
{\displaystyle \mathbf {3} \otimes \mathbf {\overline {3}} =\mathbf {8} \oplus \mathbf {1} ~.}
그림 1은 이 분해를 중간자에 적용한 것을 보여준다. 맛깔 대칭이 정확하다면 (강한 상호작용만 작동하고 전기·약 작용은 개념적으로 꺼져 있는 극한에서처럼), 아홉 개의 중간자 모두 같은 질량을 가질 것이다. 그러나 전체 이론의 물리적 내용은 쿼크 질량 차이에 의해 유도되는 대칭 깨짐의 고려와 다양한 다중항(예: 팔중항과 단일항) 사이의 혼합 고려를 포함한다.
참고: 그럼에도 불구하고, 
η
와 
η′
 사이의 질량 분리는 쿼크 모형이 수용할 수 있는 것보다 크며, 이 "
η
–
η′
 문제"는 순간자 구성과 같은 강한 상호작용 진공의 위상학적 특이성에 그 기원을 둔다.
중간자는 중입자수가 0인 강입자이다. 쿼크-반쿼크 쌍이 궤도 각운동량 L 상태에 있고 스핀 S를 가진다면,
- |L − S| ≤ J ≤ L + S, 여기서 S = 0 또는 1,
- P = (−1)L+1, 여기서 지수의 1은 쿼크-반쿼크 쌍의 고유 패리티에서 발생한다.
- C = (−1)L+S, 맛깔을 가지지 않는 중간자의 경우. 맛깔을 가진 중간자는 C의 값이 불확정적이다.
- 아이소스핀 I = 1 및 0 상태의 경우, G = (−1)I+L+S와 같은 새로운 곱셈 양자수인 G-반전성을 정의할 수 있다.

P = (−1)J인 경우, S = 1이 되므로 PC = 1이다. 이러한 양자수를 가진 상태를 자연 패리티 상태라고 하며, 다른 모든 양자수는 이국적이라고 한다 (예: 상태 JPC = 0−−).

## 중입자

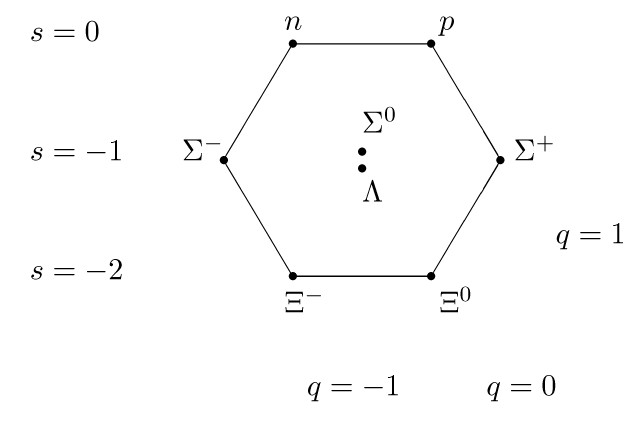
그림 4. 바닥 상태 중입자 팔중항

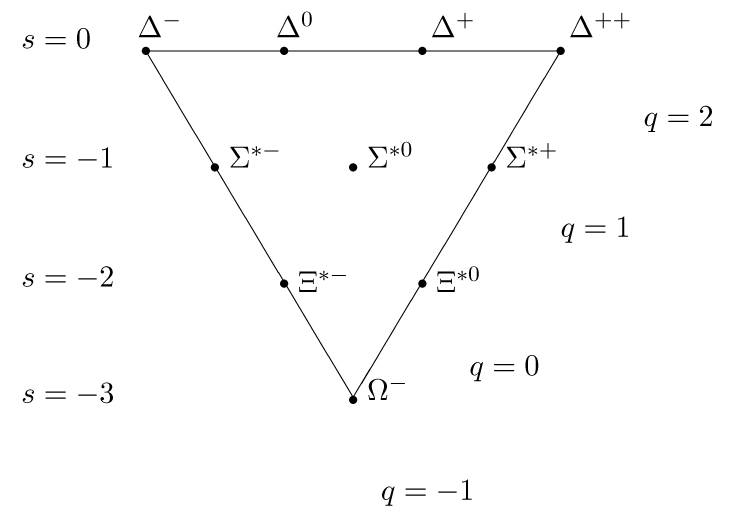
그림 5. 중입자 십중항

쿼크는 페르미온이므로, 스핀-통계 정리는 중입자의 파동 함수가 임의의 두 쿼크 교환에 대해 반대칭이어야 함을 의미한다. 이 반대칭 파동 함수는 아래에서 논의된 색깔에 대해 완전히 반대칭으로 만들고, 맛깔, 스핀 및 공간을 함께 대칭으로 만듦으로써 얻어진다. 세 가지 맛깔의 경우, 맛깔에서의 분해는 다음과 같다.
{\displaystyle \mathbf {3} \otimes \mathbf {3} \otimes \mathbf {3} =\mathbf {10} _{S}\oplus \mathbf {8} _{M}\oplus \mathbf {8} _{M}\oplus \mathbf {1} _{A}~.}
십중항은 맛깔에서 대칭이고, 단일항은 반대칭이며, 두 팔중항은 혼합 대칭을 갖는다. 따라서 궤도 각운동량이 주어지면 상태의 공간 및 스핀 부분이 결정된다.
때로는 쿼크의 기저 상태를 세 가지 맛깔과 맛깔당 두 가지 스핀의 여섯 가지 상태로 생각하는 것이 유용하다. 이 근사 대칭을 스핀-맛깔 SU(6)이라고 한다. 이에 따라 분해는 다음과 같다.
{\displaystyle \mathbf {6} \otimes \mathbf {6} \otimes \mathbf {6} =\mathbf {56} _{S}\oplus \mathbf {70} _{M}\oplus \mathbf {70} _{M}\oplus \mathbf {20} _{A}~.}
스핀과 맛깔의 대칭 조합을 가진 56개 상태는 맛깔 SU(3) 아래에서 다음과 같이 분해된다.
{\displaystyle \mathbf {56} =\mathbf {10} ^{\frac {3}{2}}\oplus \mathbf {8} ^{\frac {1}{2}}~,}
여기서 위첨자는 중입자의 스핀 S를 나타낸다. 이 상태들은 스핀과 맛깔에서 대칭이므로, 공간에서도 대칭이어야 한다—이는 궤도 각운동량을 L = 0으로 만듦으로써 쉽게 만족되는 조건이다. 이들이 바닥 상태 중입자이다.
S = ⁠1/2⁠ 팔중항 중입자는 두 핵자(
p+
, 
n0
), 세 시그마((
Σ+
, 
Σ0
, 
Σ−
), 두 크시((
Ξ0
, 
Ξ−
), 그리고 람다((
Λ0
)이다. S = ⁠3/2⁠ 십중항 중입자는 네 델타((
Δ++
, 
Δ+
, 
Δ0
, 
Δ−
), 세 시그마((
Σ∗+
, 
Σ∗0
, 
Σ∗−
), 두 크시((
Ξ∗0
, 
Ξ∗−
), 그리고 오메가((
Ω−
)이다.
예를 들어, 양성자의 구성 쿼크 모형 파동 함수는 다음과 같다.
{\displaystyle |{\text{p}}_{\uparrow }\rangle ={\frac {1}{\sqrt {18}}}[2|{\text{u}}_{\uparrow }{\text{d}}_{\downarrow }{\text{u}}_{\uparrow }\rangle +2|{\text{u}}_{\uparrow }{\text{u}}_{\uparrow }{\text{d}}_{\downarrow }\rangle +2|{\text{d}}_{\downarrow }{\text{u}}_{\uparrow }{\text{u}}_{\uparrow }\rangle -|{\text{u}}_{\uparrow }{\text{u}}_{\downarrow }{\text{d}}_{\uparrow }\rangle -|{\text{u}}_{\uparrow }{\text{d}}_{\uparrow }{\text{u}}_{\downarrow }\rangle -|{\text{u}}_{\downarrow }{\text{d}}_{\uparrow }{\text{u}}_{\uparrow }\rangle -|{\text{d}}_{\uparrow }{\text{u}}_{\downarrow }{\text{u}}_{\uparrow }\rangle -|{\text{d}}_{\uparrow }{\text{u}}_{\uparrow }{\text{u}}_{\downarrow }\rangle -|{\text{u}}_{\downarrow }{\text{u}}_{\uparrow }{\text{d}}_{\uparrow }\rangle ]~.}
중입자의 혼합, 다중항 내 및 다중항 간의 질량 분리, 그리고 자기 모멘트는 이 모형이 성공적으로 예측하는 다른 양들 중 일부이다.
위에 설명된 군론적 접근 방식은 쿼크를 단일 입자의 여덟 구성 요소로 가정하므로, 반대칭화는 모든 쿼크에 적용된다. 더 간단한 접근 방식은 여덟 가지 맛깔의 쿼크를 여덟 개의 분리 가능하고 구별 가능하며 동일하지 않은 입자로 간주하는 것이다. 그러면 반대칭화는 두 개의 동일한 쿼크(예: uu)에만 적용된다.
그러면 양성자 파동 함수는 더 간단한 형태로 다음과 같이 쓸 수 있다.
{\displaystyle {\text{p}}\left({\frac {1}{2}},{\frac {1}{2}}\right)={\frac {{\text{u}}{\text{u}}{\text{d}}}{\sqrt {6}}}[2\uparrow \uparrow \downarrow -\uparrow \downarrow \uparrow -\downarrow \uparrow \uparrow ]}
그리고
{\displaystyle \Delta ^{+}\left({\frac {3}{3}},{\frac {3}{2}}\right)={\text{u}}{\text{u}}{\text{d}}[\uparrow \uparrow \uparrow ]~.}
쿼크-쿼크 상호작용이 이체 상호작용으로 제한된다면, 중입자 질량 및 자기 모멘트에 대한 합 규칙을 포함하여 쿼크 모형의 모든 성공적인 예측을 유도할 수 있다.

### 색깔의 발견
색깔 양자수는 강한 상호작용의 특성 전하이며, 전기·약 상호작용에는 전혀 관여하지 않는다. 이들은 쿼크 모형 분류의 결과로 발견되었는데, 스핀 S = ⁠3/2⁠ 중입자인 
Δ++
가 평행 스핀과 사라지는 궤도 각운동량을 가진 세 개의 위 쿼크를 필요로 한다는 것이 인식되었을 때였다. 따라서 이 중입자는 반대칭 파동 함수를 가질 수 없었다(파울리 배타 원리에 의해 요구됨). 오스카 그린버그는 1964년에 이 문제를 지적하며 쿼크가 준페르미온이어야 한다고 제안했다.
대신 6개월 후, 한무영과 난부 요이치로는 SU(3)'이라는 숨겨진 자유도(나중에 '색깔'이라고 불림)의 존재를 제안했다. 이는 색깔 자유도에서 반대칭적인 파동 함수를 가진 세 개의 쿼크 삼중항으로 이어졌다.
그 모형에서는 맛깔과 색깔이 얽혀 있었다. 즉, 그들은 교환하지 않았다.
현대적인 색깔 개념은 1973년 윌리엄 바딘, 하랄드 프리츠 및 머리 겔만에 의해 모든 다른 전하와 완전히 교환되고 강한 힘 전하를 제공하는 것으로 명확하게 설명되었다.

## 쿼크 모형 외부의 상태
쿼크 모형은 양자 색역학 이론에서 파생될 수 있지만, 강입자의 구조는 이 모형이 허용하는 것보다 더 복잡하다. 모든 강입자의 완전한 양자역학적 파동 함수는 가상 쿼크 쌍뿐만 아니라 가상 글루온을 포함해야 하며, 다양한 혼합을 허용한다. 쿼크 모형 외부에 있는 강입자도 있을 수 있다. 이들 중에는 글루볼(원자가 글루온만 포함함), 하이브리드(원자가 쿼크와 글루온을 포함함), 그리고 별난 강입자(예: 테트라쿼크 또는 펜타쿼크)가 있다.

## 같이 보기
- 아원자 입자
- 강입자, 중입자, 중간자 및 쿼크
- 별난 강입자: 별난 중간자 및 별난 중입자
- 양자 색역학, 맛깔, 양자 색역학 진공

## 내용주
1. ↑  Gell-Mann, M. (1964년 1월 4일). 《A Schematic Model of Baryons and Mesons》. 《Physics Letters》 8. 214–215쪽. Bibcode:1964PhL.....8..214G. doi:10.1016/S0031-9163(64)92001-3.
2. ↑  Zweig, G. (1964년 1월 17일). An SU(3) Model for Strong Interaction Symmetry and its Breaking (PDF) (보고서). CERN Report No.8182/TH.401.
3. ↑  Zweig, G. (1964). An SU(3) Model for Strong Interaction Symmetry and its Breaking: II (PDF) (보고서). CERN Report No.8419/TH.412.
4. ↑  Petermann, A. (1965). 《Propriétés de l'étrangeté et une formule de masse pour les mésons vectoriels》 [Strangeness properties and a mass formula for vector meson]. 《뉴클리어 피직스》 63. 349–352쪽. arXiv:1412.8681. Bibcode:1965NucPh..63..349P. doi:10.1016/0029-5582(65)90348-2.
5. ↑  Petrov, Vladimir A. (June 23–27, 2014). 《Half a Century with QUARKS》. XXX-th International Workshop on High Energy Physics. Protvino, 모스크바주, Russia. arXiv:1412.8681.
6. ↑  Franklin, J. (1968). 《A Model of Baryons Made of Quarks with Hidden Spin》. 《피지컬 리뷰》 172. 1807–1817쪽. Bibcode:1968PhRv..172.1807F. doi:10.1103/PhysRev.172.1807.
7. ↑  Greenberg, O.W. (1964). 《Spin and unitary-spin independence in a paraquark model of baryons and mesons》. 《피지컬 리뷰 레터》 13. 598–602쪽. Bibcode:1964PhRvL..13..598G. doi:10.1103/PhysRevLett.13.598.
8. ↑  Han, M.Y.; Nambu, Y. (1965). 《Three-triplet model with double SU(3) symmetry》. 《피지컬 리뷰 B》 139. 1006쪽. Bibcode:1965PhRv..139.1006H. doi:10.1103/PhysRev.139.B1006.
9. ↑  Bardeen, W.; Fritzsch, H.; Gell-Mann, M. (1973). 〈Light cone current algebra, π0 decay, and e+ e− annihilation〉.   Gatto, R. 《Scale and conformal symmetry in hadron physics》. 존 와일리 & 선즈. 139쪽. arXiv:hep-ph/0211388. Bibcode:2002hep.ph...11388B. ISBN 0-471-29292-3.
10. ↑  Fritzsch, H.; Gell-Mann, M.; Leutwyler, H. (1973). 《Advantages of the color octet gluon picture》. 《피직스 레터즈 B》 47. 365쪽. Bibcode:1973PhLB...47..365F. CiteSeerX 10.1.1.453.4712. doi:10.1016/0370-2693(73)90625-4.